# Anthony Lazzaro
Anthony Lazzaro (ur. 23 sierpnia 1963 roku w Charleston) – amerykański kierowca wyścigowy.

## Kariera
Lazzaro rozpoczął karierę w międzynarodowych wyścigach samochodowych w 1993 roku od startów w SCCA National Championship Runoffs Formula F, gdzie zdobył tytuł mistrzowski, a także w SCCA National Championship Runoffs S2000, IMSA Camel Lights oraz IMSA GTU Championship. W późniejszych latach Amerykanin pojawiał się także w stawce Atlantic Championship, IMSA World Sports Car Championship, IMSA Exxon Supreme GT Series, Grand American Rolex Series, American Le Mans Series, NASCAR Busch Series, NASCAR Winston Cup, Indy Racing League, Indy Car, 24-godzinnego wyścigu Le Mans, NASCAR Nextel Cup, Pirelli World Challenge, IMSA Cooper Tires Prototype Lites oraz United Sports Car Championship.

## Wyniki w 24h Le Mans
| Rok  | Zespół            | Partnerzy                       | Samochód              | Klasa | Okr. | Poz. | Klasa Pos. |
| ---- | ----------------- | ------------------------------- | --------------------- | ----- | ---- | ---- | ---------- |
| 2003 | Risi Competizione | Ralf Kelleners Terry Borcheller | Ferrari 360 Modena GT | GT    | 269  | 26   | 8          |